# Gregorio III Laham
Gregorio III, nato Loufti Laham in arabo غريغوريوس الثالث لحام‎? (Daraya, 15 dicembre 1933), è un patriarca cattolico siriano, dal 6 maggio 2017 patriarca emerito di Antiochia, di tutto l'Oriente, di Alessandria e di Gerusalemme dei Melchiti.

## Biografia
Loufti Laham è nato a Darayya, presso Damasco (governatorato del Rif di Damasco, Siria), il 15 dicembre 1933. È stato ordinato sacerdote dell'Ordine basiliano del Santissimo Salvatore dei melchiti il 15 febbraio 1959.
Consacrato arcivescovo titolare di Tarso dei melchiti con l'incarico di vicario patriarcale di Gerusalemme per la Chiesa greco-cattolica melchita il 27 novembre 1981, dal 29 novembre 2000 è diventato patriarca di Antiochia, di tutto l'Oriente, di Alessandria e di Gerusalemme dei Melchiti e ha assunto il nome di Gregorio.
L'8 maggio 2008, papa Benedetto XVI ha ricevuto in udienza Gregorio III assieme ad una foltissima delegazione di vescovi ed archimandriti melchiti.
Durante il suo patriarcato, ha accolto in Siria papa Giovanni Paolo II: una visita storica, durante la quale per la prima volta un papa entrava in una moschea, la Grande Moschea degli Omayyadi a Damasco, dove la tradizione vuole collocare la tomba di san Giovanni Battista.
Alla morte di Giovanni Paolo II è stato proprio Gregorio III a benedire la bara, durante i funerali del defunto Pontefice.

## Genealogia episcopale e successione apostolica
La genealogia episcopale è:
- Vescovo Filoteo di Homs
- Patriarca Eutimio III di Chios
- Patriarca Macario III Zaim
- Vescovo Leonzio di Saidnaia
- Patriarca Atanasio III Dabbas
- Vescovo Néophytos Nasri
- Vescovo Efthymios Fadel Maalouly
- Patriarca Cirillo VII Siage, B.S.
- Patriarca Agapio III Matar, B.S.
- Patriarca Massimo III Mazloum
- Patriarca Clemente I Bahous, B.S.
- Patriarca Gregorio II Youssef-Sayour, B.S.
- Patriarca Pietro IV Geraigiry
- Arcivescovo Cirillo IX Moghabghab
- Patriarca Massimo V Hakim
- Patriarca Gregorio III Laham, B.S.

La successione apostolica è:
- Arcivescovo Salim Ghazal, B.S. (2001)
- Patriarca Youssef Absi, S.M.S.P. (2001)
- Arcivescovo Joseph Jules Zerey (2001)
- Arcivescovo Georges Nicolas Haddad, S.M.S.P. (2002)
- Vescovo Ibrahim Michael Ibrahim, B.S. (2003)
- Arcivescovo Elias Youssef Rahal, S.M.S.P. (2004)
- Arcivescovo George Bakouny (2005)
- Arcivescovo Georges Michel Bakar (2006)
- Arcivescovo Michel Abrass, B.A. (2006)
- Arcivescovo Jean-Abdo Arbach, B.C. (2007)
- Arcivescovo Elie Bechara Haddad, B.S. (2007)
- Arcivescovo Yasser Ayyash (2007)
- Vescovo Robert Rabbat (2011)
- Arcivescovo Nicolas Antiba, B.A. (2013)
- Arcivescovo Edouard Georges Daher, B.C. (2013)
- Vescovo Ibrahim Salameh, S.M.S.P. (2013)
- Vescovo Joseph Gébara (2013)

## Altre immagini

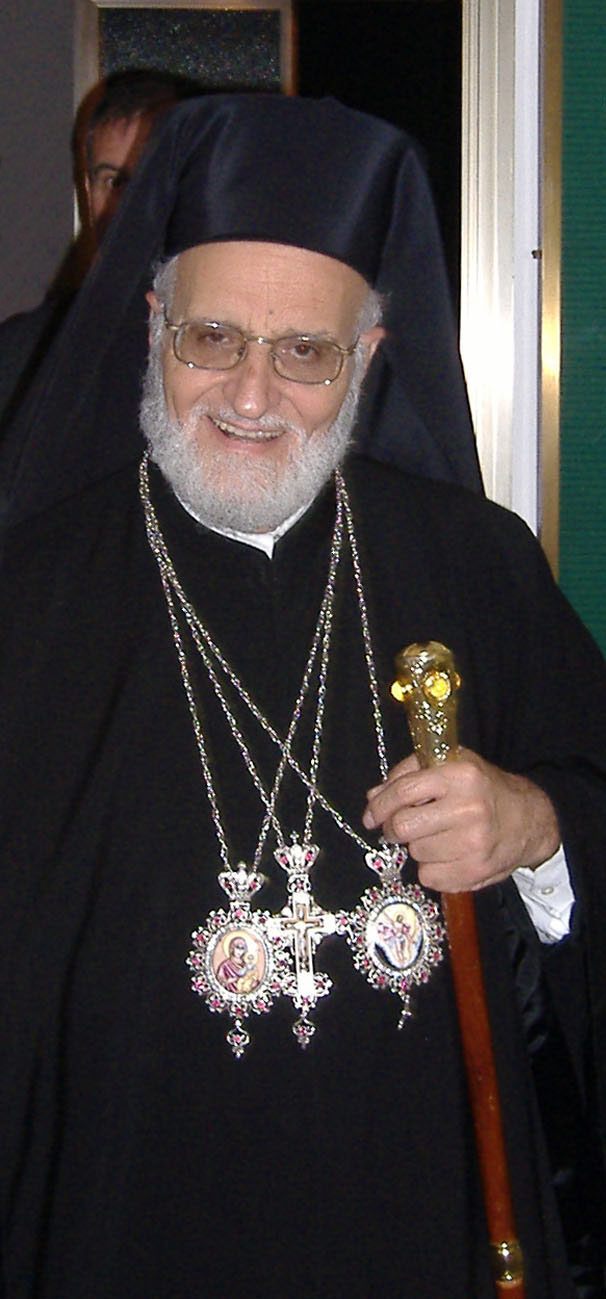
Gregorio III durante una sua visita in Italia, settembre 2006.
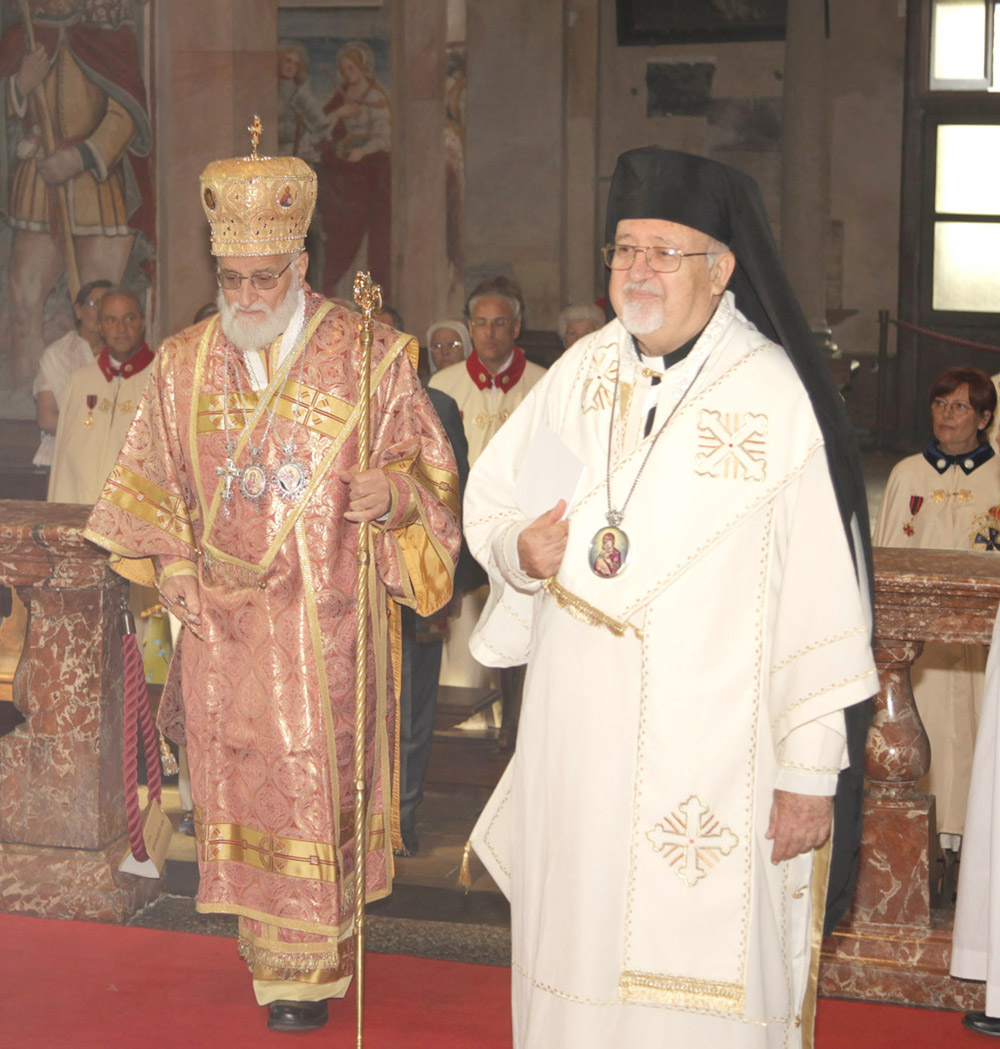
Gregorio III e l'Arcivescovo Joseph Jules Zerey all'Abbazia Mater Ecclesiae.
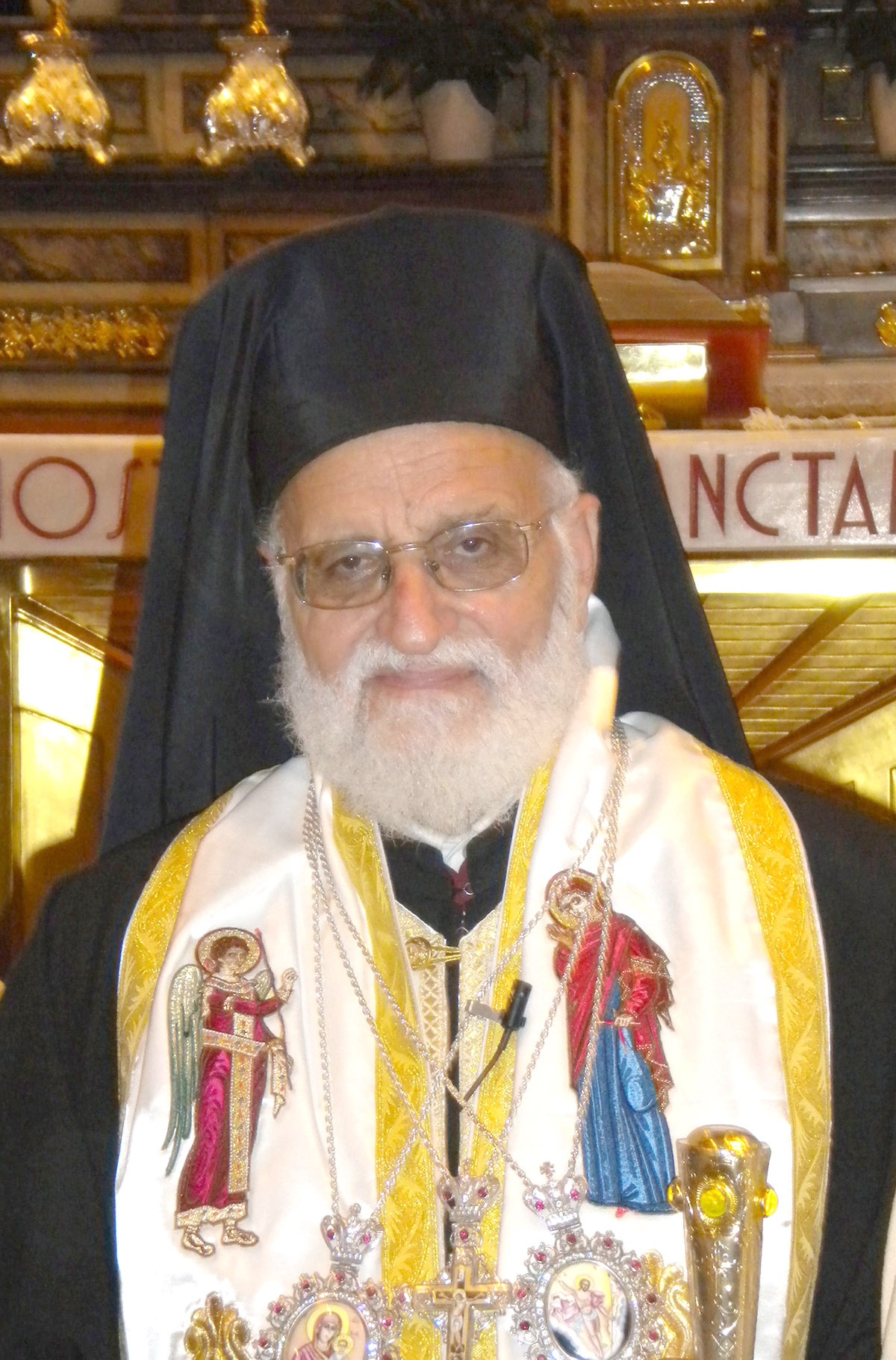
Gregorio III.
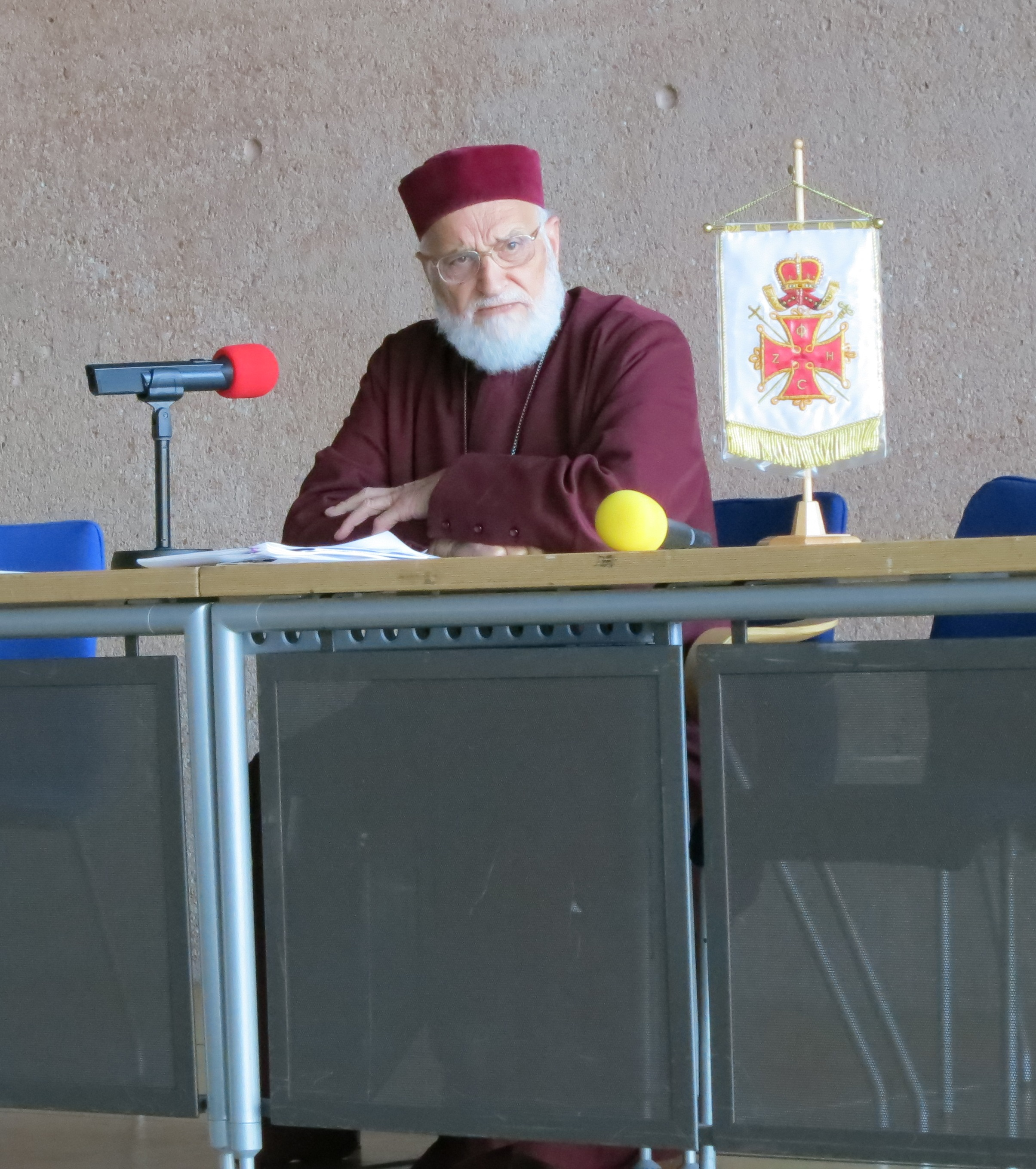
Gregorio III, nel 2012.